# Truth or Dare (2018)
Truth or Dare is een Amerikaanse horrorfilm uit 2018, geregisseerd door Jeff Wadlow.

## Verhaal
Een groep studenten op vakantie in Mexico speelt Truth or Dare? op verzoek van Carter, Olivia's verovering. Maar wanneer hem wordt gevraagd naar zijn bedoelingen met de jonge vrouw, onthult Carter dat hij alleen in haar geïnteresseerd was om haar en haar vrienden te spelen om te overleven. Het spel is echt en zelfs bovennatuurlijk, dus een vloek zal de groep achtervolgen, een vloek die leugenaars of degenen die weigeren te spelen, lijkt te willen straffen.

## Rolverdeling
| Acteur            | Personage           |
| ----------------- | ------------------- |
| Lucy Hale         | Olivia Barron       |
| Tyler Posey       | Lucas Moreno        |
| Violett Beane     | Markie Cameron      |
| Hayden Szeto      | Brad Chang          |
| Sophia Ali        | Penelope Amari      |
| Landon Liboiron   | Carter / Sam Meehan |
| Nolan Gerard Funk | Tyson Curran        |
| Sam Lerner        | Ronnie              |

## Productie
Aanvankelijk legde regisseur Jeff Wadlow uit dat hij was ingehuurd om de film te regisseren nadat hij tijdens zijn eerste ontmoetingen met Blumhouse een openingsscène had gespeeld op basis van de titel van de film. Vervolgens sloot hij zich aan bij zijn vriend Chris Roach en zijn vrouw, Jill Jacobs en begon ideeën te bedenken om het uiteindelijke concept te benaderen.
De opnames begonnen op 7 juni 2017 en werden afgerond op 12 juli 2017 in Los Angeles.

## Release
De film stond in de Verenigde Staten aanvankelijk gepland voor een release op 27 april 2018. Maar in januari 2018 werd de datum twee weken opgeschoven en ging in première op 13 april 2018. De officiële trailer van de film werd uitgebracht op 3 januari 2018.